# Плетньов Ігор Олександрович
Плетньов Ігор Олександрович (18 травня 1931, м. Брянськ — 21 травня 1965, м. Брянськ) — радянський, російський історик-архівіст.

## Життєпис
Закінчив Московський державний історико- архівний інститут (1957).
З 23 серпня 1957 р. до 1965 р. працював директором Держархіву Чернігівської області (Чернігівського облдержархіву — з 1958 р. по 1980 р.). Зробив вагомий внесок у розвиток архіву, його матеріально-технічне оснащення. Займався питаннями планування та звітності держархіву області та його філіалів в містах Ніжині та Прилуках, здійснював контроль за роботою працівників архіву, надавав їм необхідну методичну допомогу.
Був членом редакції та одним із упорядників путівника «Черниговский областной государственный архив и его филиалы в городах Нежине и Прилуках» (К.;Чернигов, 1963). Працював над виявленням документів до видання «Історія міст і сіл УРСР. Чернігівська область». Читав лекції, готував статті, виступав на радіо. Виявляв документи за темами «Війна 1812 р.», «Селянська реформа 1861 р.» та ін.
Для публікації в «Українському історичному журналі» ним були написані статті: «Про підготовку виставок» (1961), «Розставлення і спеціалізація співробітників облдержархіву» (1964) та ін. В обласних газетах надрукував статті: «Кобзар» і царська цензура", «Наш земляк — герой війни 1812 р.» (про Четвертакова), «Архівні скарби», «Арештований кобзар», «135 років повстання Чернігівського піхотного полку», «Сторінки минулого» та ін.

## Праці
- Архіви України до 100-річчя з дня смерті Т. Г. Шевченка // НІБ. — 1961. — № 3. — С. 97–100
- Нові матеріали з історії Чернігівщини // Там само. — № 5. — С. 73
- Комплектування облдержархіву фотодокументами // Там само. — 1962. — № 6. — С. 76– 81.